# GARUDA
GARUDA（ガルーダ）は日本の女性アイドル・崎村ゆふぃによるセルフプロデュース・運営によるソロプロジェクト。
ペストマスクとダークな翼を身にまとい、釘バットを激しく振り回すパフォーマンスは、独自性と熱狂的な世界観でコアなファンを魅了し続けている。活動は日本のみならず、イギリス（ロンドン、バーミンガム、マンチェスター）、スウェーデン、オランダ、ドイツと海外でのライブも精力的に行っている。
アイドルグループ・めろん畑a go goのメンバーとしても活動している。

## 略歴
- 2017年
  - 6月5日、コスプレイヤー・ぬこどんと共に巣鴨獅子王にてデビューライブを行う[1]。
  - 11月13日、巣鴨獅子王「GARUDAゆふぃ生誕祭」開催[2]。
- 2018年
  - 2月1日、めろん畑a go goに加入[3]。
  - 2日、新大久保アースダム「EARTHDOM12周年&FUCK ON THE BEACH結成22周年記念ギグ」にてめろん畑a go goとしてのデビューライブを行う。
- 2019年
  - 4月20日～23日、イギリスで開催された「Indie, Idol and Infamous」ツアーに出演[4]。ロンドン、バーミンガム、マンチェスターの３ヶ国をまわり、自身初の海外遠征となる。
  - 11月9日、新大久保アースダムにて「崎村ゆふぃ生誕祭『化けネコ心中』」を行う。
- 2020年
  - 9月4日、目黒鹿鳴館にて「GARUDA 1st Album 『The Battle Of Nightmares』レコ発主催ライブ」開催。
  - 11月6日、目黒鹿鳴館にて「崎村ゆふぃ生誕祭『NIGHTMARE PARTY MONSTER Vol.1』」開催。
- 2021年
  - 12月10日、目黒鹿鳴館にて「崎村ゆふぃ生誕祭『SAKIROCK FESTIVAI 2021』」開催。
  - 12月13日、スウェーデン・サンドビーケン「Alternativfesten2021」に出演。
- 2022年
  - 7月23日、イギリス・ロンドン「HYPER JAPAN Festival 2022[5]」海外遠征。
  - 11月26日、目黒鹿鳴館にて「崎村ゆふぃ生誕祭『SAKIROCK FESTIVAL 2022 ギラギラ』」開催。
- 2023年
  - 6月22日、巣鴨獅子王「GARUDA666周年主催『PERFECT CIRCLE』」開催。
  - 7月26日、新宿CLUB SCIENCEにて、GARUDA初のワンマンライブ『PERFECT BLACK』を開催[6][7]。
  - 9月7日、オランダ・アムステルダム 10日、ドイツ・ケルンにて「The Reason to Live -IKIGAI vol.1」に出演。
  - 11月10日、目黒鹿鳴館にて「崎村ゆふぃ生誕祭『『SAKIROCK FESTIVAL 2023 -ギラギラ-』」開催。
- 2024年
  - 4月3日、新宿LOFTにて「GARUDA×GPR TIE-UP RELEASE 『Phoenix of Resurrection』」開催。ゴリポップレコードとのタイアップCDリリース記念ワンマンライブを行う。
  - 6月6日、イギリス・ロンドン 7日、オランダ・ナールトウェイク 8日、ドイツ・ケルン「ZuukyunJune」に出演。
  - 9月20日、オランダ・アルンヘム 21日、ドイツ・ケルン「The Chocolate Brothers presents IKIGAI vol.2」に出演。
  - 11月8日、目黒鹿鳴館にて「崎村ゆふぃ生誕祭『SAKIROCK FESTIVAL 2024 -ギラギラ-』」開催。
- 2025年
  - 5月23日～6月2日、ヨーロッパ・ポーランド、スウェーデン、イタリアの3か国を巡るミニツアー〈THE BLACK AWAKENING〉を開催。[8]帰国後、6月24日 巣鴨獅子王にて、GARUDA ヨーロッパ凱旋&8周年記念ワンマンライブ『PERFECT CIRCLE - THE BLACK AWAKENING -』を開催する。

## 作品

### シングル
- もうすぐ雪が...(2018年8月2日)
- SILENT KILL(2023年9月26日)

### アルバム
- The Battle Of Nightmares(2020年9月4日)

#### EP
- #GARUDA(2023年7月26日)
- PHOENIX OF RESURRECTION(2024年4月22日 GOLLIPOP RECORDとのタイアップリリース。[9])
- VOID SERENADE(2024年11月8日)

### デジタルシングル
- POSER(2022年7月20日)